# 軽部真和
軽部 真和（かるべ まさかず、1960年9月7日 - ）は、千葉県出身の元陸上自衛官。

## 略歴
1983年（昭和58年）に早稲田大学社会科学部社会科学科を卒業後、陸上自衛隊に一般幹部候補生（83B）として入隊（防衛大学校27期と同期）。
陸上自衛隊少年工科学校生徒隊区隊長、自衛隊ゴラン高原派遣、ユーゴスラビア防衛駐在官、第5旅団司令部第3部長などを経たのち、
- 2007年（平成19年）3月28日：国際活動教育隊隊長（初代）
- 2009年（平成21年）3月：陸上幕僚監部総括副法務官
- 2010年（平成22年）10月：北部方面総監部法務官
- 2012年（平成24年）3月：統合幕僚監部首席法務官
- 2014年（平成26年）3月：第14旅団副旅団長（善通寺駐屯地司令兼務）
- 2015年（平成27年）8月4日：陸将補昇任、陸上幕僚監部法務官
- 2017年（平成29年）8月1日：退官